# Адунацій-Копечень (комуна)
Адунацій-Копечень, Адунацій-Копечені (рум. Adunații-Copăceni) — комуна у повіті Джурджу в Румунії. До складу комуни входять такі села (дані про населення за 2002 рік):
- Адунацій-Копечень (3377 осіб) — адміністративний центр комуни
- Варлаам (612 осіб)
- Дерешть-Влашка (2190 осіб)
- Могошешть (514 осіб)

Комуна розташована на відстані 21 км на південь від Бухареста, 39 км на північ від Джурджу.

## Населення
За даними перепису населення 2002 року у комуні проживали 6693 особи.
Національний склад населення комуни:
| Національність | Кількість осіб | Відсоток |
| -------------- | -------------- | -------- |
| румуни         | 6683           | 99,9%    |
| цигани         | 6              | 0,1%     |
| турки          | 2              | < 0,1%   |
| угорці         | 1              | < 0,1%   |
| німці          | 1              | < 0,1%   |

Рідною мовою назвали:
| Мова       | Кількість осіб | Відсоток |
| ---------- | -------------- | -------- |
| румунська  | 6689           | 99,9%    |
| циганська  | 2              | < 0,1%   |
| німецька   | 1              | < 0,1%   |
| болгарська | 1              | < 0,1%   |

Склад населення комуни за віросповіданням:
| Релігія        | Кількість осіб | Відсоток |
| -------------- | -------------- | -------- |
| православні    | 6674           | 99,7%    |
| греко-католики | 6              | 0,1%     |
| п'ятдесятники  | 4              | 0,1%     |
| римо-католики  | 1              | < 0,1%   |
| баптисти       | 1              | < 0,1%   |